# 하경진 (미스코리아 인천 경기)
하경진(1988년 2월 29일 ~ )은 2008 미스 인천 경기 선(善) 출신이다.

## 생애

### 주요 이력
인천에서 출생하였고 지난날 한때 경기도 시흥에서 잠시 유아기를 보낸 적이 있으며 그 후 대구와 경기도 용인에서 잠시 유년기를 보낸 적이 있는 그녀는 2008년 미스코리아 인천-경기 진(眞)에 입상을 하였고 2009년 경기도 부천 OBS 경인TV, 서울 케이블 CMB 동서한강방송, 춘천MBC 등에서 방송 리포터 활동하였다.
신장은 175cm이고 체중은 43kg인 그녀는 골프와 요가에 취미가 있고 수영에 특기가 있다.

### 수상 경력
- 2008년 미스코리아 인천-경기 선(善)

## 출연작

### TV 프로그램
- 2009년 OBS 《생방송 아침엔 OBS》
- 2009년 케이블 CMB 《케이블 CMB 서울한강방송 CMB 스페셜》

## 같이 보기
- 김리나
- 김지선
- 미스코리아 인천
- 미스코리아 경기